# 赵鹏 (1955年)
赵鹏（1955年8月—），男，汉族，江苏洪泽人，中华人民共和国政治人物。江苏省委党校研究生学历，曾任第十二届江苏省人大常委会副主任、党组成员。中共十七大、十八大代表；第十届全国人大代表。

## 生平
1973年10月参加工作。早年为江苏省淮阴市洪泽县共和乡草桥学校民办教师、江苏省淮阴市洪泽县共和乡供销社文书、江苏省淮阴市洪泽县供销社职工学校教师、江苏省淮阴市洪泽县供销社人秘股办事员、副股长等。1985年6月加入中国共产党。1985年8月进入江苏省淮阴市洪泽县政府，历任政府办秘书，政府办秘书科科长，政府办副主任。1989年1月调入江苏省淮阴市委组织部，历任副科级组织员，正科级组织员、办公室副主任，青干科科长，办公室主任，副部长等职。
1996年9月，调任江苏省盱眙县委副书记、代县长(次年1月转正)；1998年2月任盱眙县委书记.
2000年11月升任江苏省盐城市委常委、市委组织部长；2002年12月任盐城市委副书记、代市长(次年1月转正)；2005年7月-2005年8月，参加中组部举办的美国斯坦福大学研究生院第三期城市规划与信息化研究班学习。2006年4月12日，升任盐城市委书记，同年12月兼任市人大常委会党组书记，次年1月兼任市人大常委会主任。
2013年1月25日，江苏省第十二届人民代表大会第一次会议举行第四次大会，会上选举赵鹏为江苏省第十二届人大常委会副主任。